# Tara MacLean
Tara Margaret Charity MacLean (25 ottobre 1973) è una cantante canadese.
Dal 2003 al 2007 ha fatto parte del trio musicale Shaye, di cui facevano parte anche Kim Stockwood e Damhnait Doyle, il cui nome omaggia la sorella di Tara, deceduta in un incidente stradale nel 2002.

## Discografia

### Solista
- 1996 - Silence
- 1997 - If You See Me (EP)
- 2000 - Passenger
- 2000 - Live from Austin (EP live)
- 2000 - Live from Roots Lodge (EP live)
- 2007 - Signs of Life (EP digitale)
- 2008 - Wake
- 2017 - Evidence (EP)
- 2017 - Atlantic Blue
- 2020 - Deeper
- 2023 - Sparrow

### Con Shaye
- 2003 - The Bridge
- 2006 - Lake of Fire